# Markietan

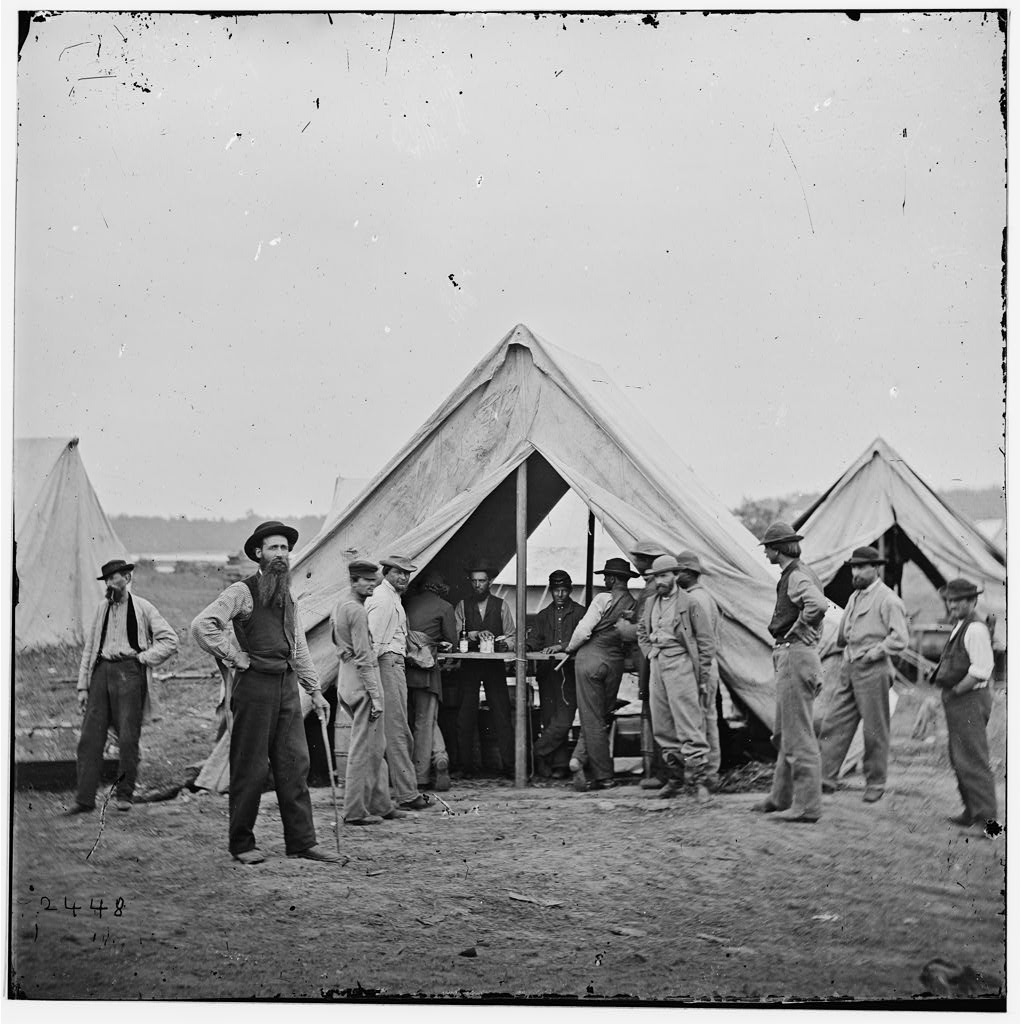
Stoisko markietanów w czasie wojny secesyjnej

Markietan (markietanin, markietaner) – wędrowny handlarz podążający za wojskiem, sprzedający żołnierzom żywność, napoje i drobne przedmioty codziennego użytku. Rola markietanów zanikła na początku XX wieku, gdy w nowoczesnych armiach logistyką zajęły się wyspecjalizowane oddziały kwatermistrzowskie.

## Markietanka

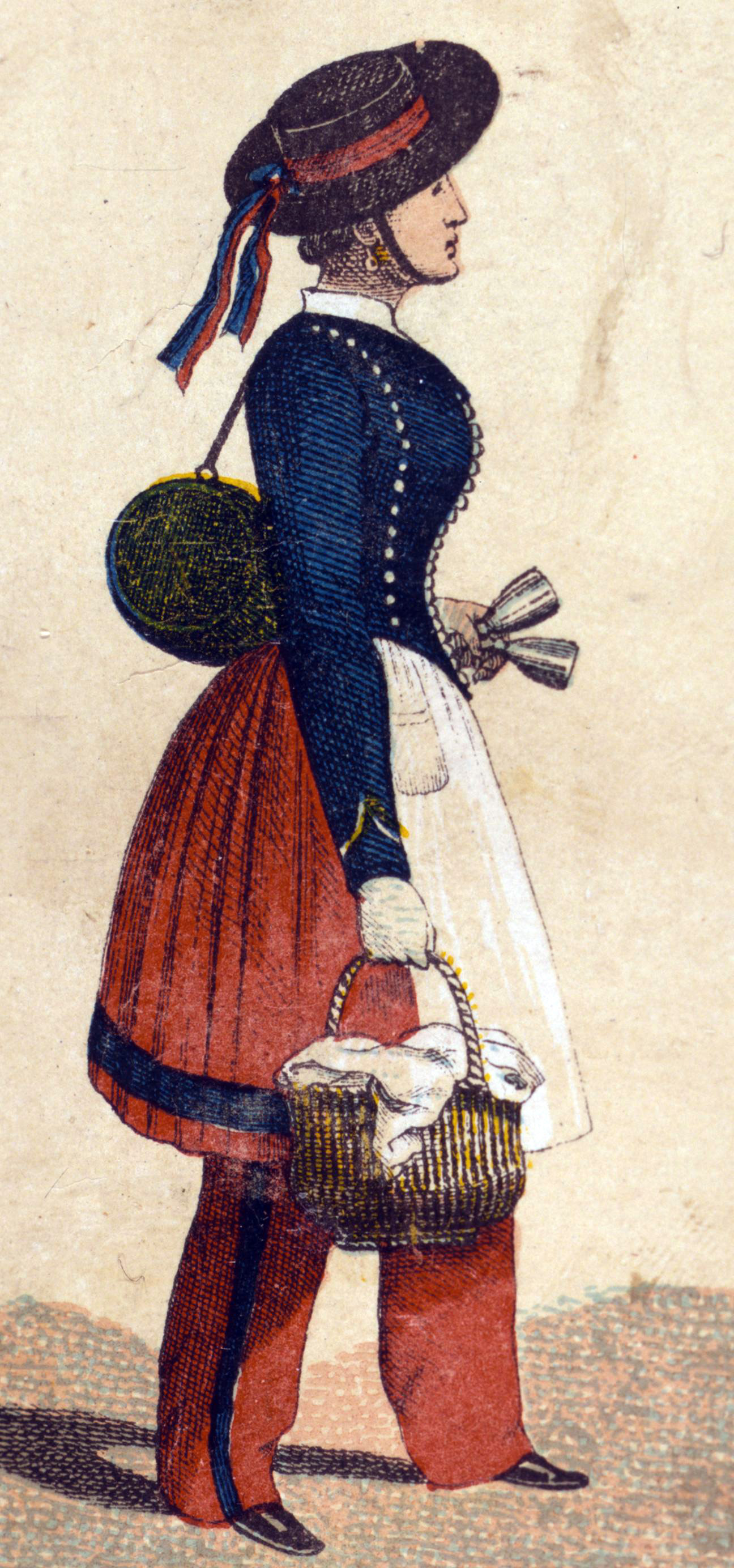
Francuska markietanka, rycina z 1853 roku

Wśród markietanów wyróżniano markietanki – kobiety, które oprócz handlu, zajmowały się także innymi drobnymi usługami świadczonymi żołnierzom, takimi jak naprawa odzieży, pranie czy opatrywanie rannych. Bywały one zwykle żonami (lub partnerkami) jednego z żołnierzy.
Udział kobiet podążających za wojskiem znany był już w starożytności. Typowa funkcja markietanki rozpowszechniła się jednak w XVIII wieku w okresie rewolucji francuskiej i była stałym elementem armii czasów wojen napoleońskich. Przepisy ograniczały dla każdego oddziału liczbę żon żołnierzy podążających za wojskiem i określały dokładnie funkcję i wygląd markietanek, a nawet nadawały im stopnie. Markietanki czasami towarzyszyły swoim mężom w walkach.
Markietanki z czasów napoleońskich należy odróżnić od prostytutek, które również zwykle pojawiały się przy wojsku. Aby uniknąć rozwiązłości, przepisy z 1810 roku zezwalały na pełnienie tej funkcji jedynie mężatkom i nakazywały im noszenie stroju w barwach pułków.
W wojsku polskim markietanki znane były w epoce stanisławowskiej i napoleońskiej. Książę Józef Poniatowski jako dowódca wojsk koronnych ograniczył w 1793 roku liczbę markietanek do trzech w jednym korpusie. Markietanką była początkowo Joanna Żubr, pierwsza kobieta odznaczona w 1809 roku orderem Virtuti Militari. Markietanki były powszechnie obecne w wojsku polskim jeszcze podczas powstania listopadowego.

## W konwencjach międzynarodowych
Regulamin dotyczący praw i zwyczajów wojny lądowej załączony do IV Konwencji Haskiej z 18 października 1907 w art. 13 głosi: Osoby towarzyszące armii, lecz nie należące do jej właściwego składu: jako to: korespondenci i reporterzy gazet, markietanci i dostawcy, w razie jeżeli będą pochwyceni przez nieprzyjaciela i jeżeli ten ostatni uważa za wskazane zatrzymać ich, mają prawo do traktowania ich jak jeńców wojennych pod warunkiem, że będą zaopatrzeni w legitymację od władzy wojskowej tej armii, której towarzyszyły.
Normy te powtarza Konwencja genewska 27 lipca 1929 dotycząca traktowania jeńców wojennych w art. 81: Osoby, towarzyszące siłom zbrojnym, lecz nie należące do ich właściwego składu, jak korespondenci, reporterzy gazet, markietanci, dostawcy, w razie, gdy dostaną się w ręce nieprzyjaciela i gdy ten ostatni uzna za właściwe zatrzymać je, będą miały prawo do traktowania ich jak jeńców wojennych, pod warunkiem, że będą zaopatrzeni w legitymacje władzy wojskowej sił zbrojnych, którym towarzyszą.
Podobnie brzmią artykuły Konwencji Genewskich z 1949: art. 13 Konwencji o polepszeniu losu rannych i chorych w armiach czynnych (osoby towarzyszące siłom zbrojnym, ale nienależące do nich bezpośrednio, jak na przykład cywilni członkowie załóg samolotów wojskowych, korespondenci wojenni, dostawcy, członkowie oddziałów pracy lub służb powołanych do opiekowania się wojskowymi, pod warunkiem, że otrzymali oni upoważnienie od sił zbrojnych, którym towarzyszą), art. 13 Konwencji o polepszeniu losu rannych, chorych i rozbitków sił zbrojnych na morzu i art. 4 Konwencji o traktowaniu jeńców wojennych.

## W kulturze
Markietanką była tytułowa bohaterka dramatu Bertolta Brechta Matka Courage i jej dzieci oraz Maria – tytułowa „Córka pułku” z opery Gaetano Donizettiego.
Markietanka i uczestniczka wojen 1809 i 1812 roku Joanna Żubrowa jest jedną z bohaterek powieści Huragan i Szwoleżerowie gwardii pióra Wacława Gąsiorowskiego.
Markietanki pojawiają się również w utworze Wspomnienie Jacka Kaczmarskiego.